# Pace di Cremona
La pace di Cremona (detta anche pace di Cavriana perché i preliminari furono firmati il 31 luglio 1441 in questa località), firmata nella città lombarda il 20 novembre 1441, mise fine allo scontro, iniziato nel 1425, fra la Repubblica di Venezia e il Ducato di Milano che durava dall'inizio del Quattrocento.
Filippo Maria Visconti cedette molte terre alla Repubblica di Venezia e nell'ottobre 1441 diede in moglie a Francesco Sforza la propria figlia naturale Bianca Maria, che in dote al marito portò la città di Cremona ed il suo contado, eccetto Castelleone e Pizzighettone, piazzaforte che fu scambiata con Pontremoli in Lunigiana.
Gianfrancesco Gonzaga perdette definitivamente Asola, Lonato, Valeggio e Peschiera, e con esse l'accesso al lago di Garda. Castel Goffredo, assieme a Castiglione e Solferino, venne invece definitivamente riunito allo stato gonzaghesco.
Venezia fissò i propri confini sul fiume Adda: fu la massima penetrazione della Serenissima nei territori lombardi. Riva, Torbole e Ravenna passarono sotto il dominio di Venezia, che conservò anche la signoria del Bergamasco e del Bresciano. Genova divenne indipendente e Firenze ebbe il Casentino.